# Refugio Ángel Orús
El refugio Ángel Orús o El Forcau está situado en el valle del Aigüeta de Eriste (Huesca, Aragón, España), al pie de las Agujas del Forcau, a 2.148 m de altitud.
Administrativamente está situado dentro del término municipal de Sahún, en la comarca de la Ribagorza, en la provincia de Huesca en la Comunidad Autónoma de Aragón.

## Descripción

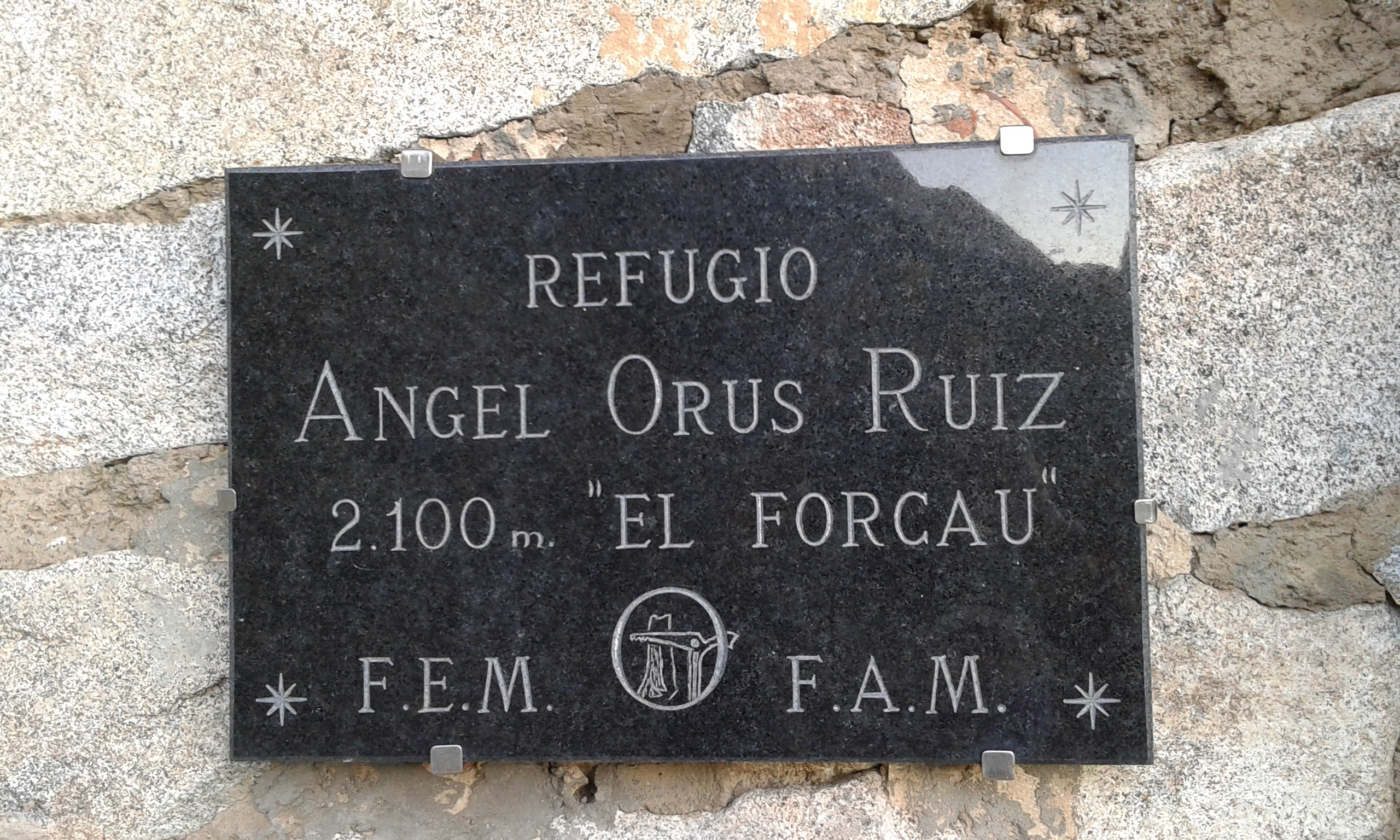
Placa del refugio Ángel Orús.

Es un refugio de montaña guardado todo el año, con 98 plazas en habitaciones con ducha y baño. Dispone de agua corriente, duchas y lavabos, agua caliente, servicio de bar y comedor, mantas, botiquín, armarios, calzado de descanso y aula polivalente. También ofrece teléfono y sistema de telecomunicaciones para socorros.
Es titularidad de la Federación Aragonesa de Montañismo y a lo largo de 1999 y 2000 ha sido remodelado completamente.

## Actividades

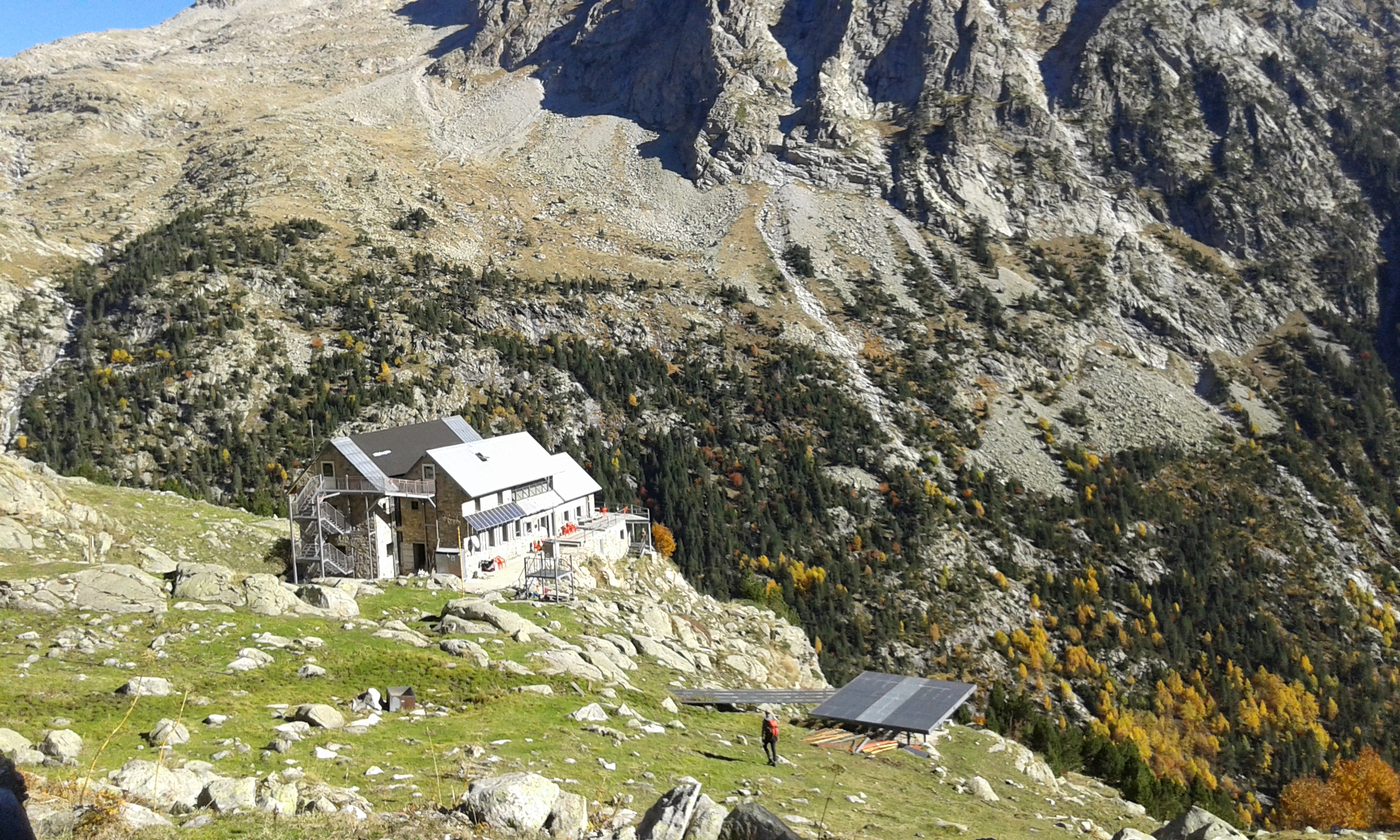
Vista del refugio desde el Valle del Forcau.

Es punto de partida para muchos excursionistas, para practicar el senderismo por el GR 11, travesía a Chistau, Estós y la Bal, travesía de los tres refugios (Estós-Biadós-Ángel Orús), ascensiones al Posets/Llardana, Tenedor, Tucón Royo, Espadas, Eriste/Bagüeñolas, Es Corbets, así como numerosos itinerarios de esquí de Montaña.